# Могилёвские восстания (1606—1610)
Могилёвские восстания 1606—1610 годов — выступления горожан Могилёва против городского совета в 1606—1610 годах. События имели почти 20-летнюю предысторию недовольства мещан злоупотреблениями и взяточничеством магистрата.
Первое могилёвское восстание началось 20 июня 1606 года под руководством солодовника Стахора Митковича. После того как мещане ворвались в ратушу, 15 июля 1606 года предыдущий совет был разогнан и выбран новый совет, в составе которого были преимущественно бедные ремесленники. Новый совет руководил Могилёвом более двух лет, особое внимание уделялось интересам городских низов. Однако, в новом совете постепенно и с помощью органов власти Речи Посполитой образовался раскол, и в августе 1608 года часть совета подписала «лист соглашения», по которому власть в городе возвращалась старому совету. Глава радикального крыла нового совета Хадко Богданович был осужден к смертной казни.
Деятельность восстановленного старого магистрата вызывала неоднократные новые выступления. Наиболее крупное произошло в 1610 году, когда городские низы попытались поднять вооружённое восстание, которое было подавлено войском, а пятеро руководителей восстания были казнены на Иллинской горке.
В дальнейшем выступления мещан происходили также в 1636 и 1638 годах.